# 三重県道753号平尾茶屋町線
三重県道753号平尾茶屋町線（みえけんどう753ごう ひらおちゃやまちせん）は、三重県四日市市平尾の旧三重県道625号上海老高角線交点から三重県四日市市水沢茶屋町の国道365号交点に至る一般県道である。

## 概要
四日市市平尾町の平尾インター交差点から同市智積町(ちしゃくちょう)の智積交差点までは、両側2車線の整備された走りやすい道だが、同市桜台あたりはきついカーブが多く、走りにくい。さらに他の区間では狭隘路が多く残さおり、冒頭の以外の大部分はあまり走りやすい道ではない。狭隘路の割に交通量は多く、事故も多発している。
なお、途中東名阪自動車道を跨ぐ道路橋の前後区間は路地裏を右往左往する形で指定されており、ルートがわかりづらい。

### 路線データ
- 陸上距離：5.810km
- 起点：三重県四日市市平尾
- 終点：三重県四日市市水沢茶屋町（国道306号交点）
- 橋：県橋、中央橋、桜橋、矢形橋、高橋、奥別所橋、北野橋
- 交差点：平尾インター、智積、高橋北詰、北野橋東、桜町西

## 地理
四日市市の市街地から西に外れた三重郡菰野町に近い地域を走る。桜町や桜台の住宅街の中を右往左往する。途中の近鉄湯の山線桜駅周辺を通過する。途中、桜駅前では旧湯の山街道の一部となっている。

### 通過する自治体
- 三重県
  - 四日市市

### 交差している道路
- 三重県道625号上海老高角線
- 国道477号
- 三重県道140号四日市菰野大安線
- 国道365号